# Bezżuwaczkowce
Bezżuwaczkowce (Amandibulata) – takson stawonogów obejmujący podtypy szczękoczułkowców i wymarłych trylobitokształtnych.
Cechą charakterystyczną tych stawonogów miałby być brak żuwaczek. Ewentualnemu monofiletyzmowi bezżuwaczkowców przeczą niektóre dane morfologiczne. U trylobitów, podobnie jak u żuwaczkowców a przeciwnie niż u szczękoczułkowców, oczy złożone mają fasetki z aparatem dioptrycznym zbudowanym z kutykularnej soczewki i stożka krystalicznego. Wskazywać to może na siostrzaną relację żuwaczkowców z trylobitami lub wywodzenie się od nich. Aczkolwiek Strausfeld i współpracownicy w pracy z 2016 sugerowali obecność takich oczu u zajmujących bazalną pozycję wśród Euarthropoda Radiodonta, co oznaczać by musiało ich wtórną utratę w linii rozwojowej szczękoczułkowców.